# Jakub Janda
Jakub Janda (Čeladná, 27 aprile 1978) è un ex saltatore con gli sci e politico ceco.

## Biografia

### Stagioni 1996-2005
Janda ha esordito in Coppa del Mondo il 9 marzo 1996, nella gara di volo con gli sci sul trampolino Čerťák di Harrachov (44°) e ha ottenuto il primo podio il 11 gennaio 2003 a Liberec (3°). Ha partecipato ai XIX Giochi olimpici invernali di Salt Lake City 2002 (39° nel trampolino normale, 44° nel trampolino lungo, 12° nella gara a squadre).
Nella stagione 2004-2005, dopo una lunga serie di piazzamenti sul podio nella prima parte della stagione, Janda ha ottenuto la sua prima vittoria, il 23 gennaio 2005 a Titisee-Neustadt. Ai Mondiali 2005, svoltisi a Oberstdorf, ha vinto la medaglia d'argento nella gara individuale dal trampolino HS100 e quella di bronzo nella gara individuale dal trampolino HS137.

### Stagioni 2006-2011
Il 6 gennaio 2006 ha vinto ex aequo con il finlandese Janne Ahonen la 54ª edizione del Torneo dei quattro trampolini. È stata la prima volta che il Torneo si è conclusa con due vincitori a pari merito. Ha partecipato ai XX Giochi olimpici invernali di Torino 2006 (13° nel trampolino normale, 10° nel trampolino lungo, 9° nella gara a squadre) e a fine stagione si è aggiudicato la Coppa del Mondo generale, mai vinta prima da un atleta ceco o cecoslovacco.
Nelle stagioni successive non ha più eguagliato i risultati ottenuti nel 2005 e nel 2006: non è più salito sul podio né in Coppa del Mondo né ai Mondiali; ai XXI Giochi olimpici invernali di Vancouver 2010 è stato 14° nel trampolino normale, 17° nel trampolino lungo e 7° nella gara a squadre.

### Stagioni 2012-2017
Non ha ottenuto risultati di rilievo né ai Mondiali di volo del 2012 né ai Mondiali della Val di Fiemme 2013; ai XXII Giochi olimpici invernali di Soči 2014 si è classificato 19º nel trampolino normale, 27º nel trampolino lungo e 7º nella gara a squadre.
Ai Mondiali di Falun 2015 si è classificato 28º nel trampolino normale, 33º nel trampolino lungo e 8º nella gara a squadre dal trampolino lungo; due anni dopo, ai Mondiali di Lahti 2017, si è classificato 23º nel trampolino normale, 28º nel trampolino lungo, 8º nella gara a squadre dal trampolino lungo e 9º nella gara a squadre mista dal trampolino normale.
Nell’estate del 2017 ha sposato Barbora Jandòva a Maddalena Spiaggia, nel comune di Capoterra, presso Cagliari, capoluogo della Sardegna, Italia.
Dopo il matrimonio tornano però in Repubblica Ceca, dove vivono nella provincia di Ostrava.
Nell’Ottobre del 2017 decide di fare un tentativo in politica dando l’idea di essere prossimo al ritiro. Entra a far parte di un partito di destra della regione Moravia-Slesia.

## Palmarès

### Mondiali
- 2 medaglie:
  - 1 argento (trampolino normale a Oberstdorf 2005)
  - 1 bronzo (trampolino normallungo a Oberstdorf 2005)

### Coppa del Mondo
- Vincitore della Coppa del Mondo nel 2006
- 20 podi (tutti individuali):
  - 6 vittorie
  - 7 secondi posti
  - 7 terzi posti

#### Coppa del Mondo - vittorie
| Data             | Località               | Nazione   | Trampolino                 |
| ---------------- | ---------------------- | --------- | -------------------------- |
| 23 gennaio 2005  | Titisee-Neustadt       | Germania  | Hochfirst HS142            |
| 26 novembre 2005 | Kuusamo                | Finlandia | Rukatunturi HS142          |
| 4 dicembre 2005  | Lillehammer            | Norvegia  | Lysgårdsbakken HS134       |
| 11 dicembre 2005 | Harrachov              | Rep. Ceca | Čerťák HS205               |
| 18 dicembre 2005 | Engelberg              | Svizzera  | Gross-Titlis-Schanze HS137 |
| 1º gennaio 2006  | Garmisch-Partenkirchen | Germania  | Große Olympiaschanze HS125 |

#### Torneo dei quattro trampolini
- Vincitore del Torneo dei quattro trampolini nel 2006
- 5 podi di tappa[2]:
  - 1 vittoria
  - 2 secondi posti
  - 2 terzi posti

#### Nordic Tournament
- 2 podi di tappa[2]:
  - 1 secondo posto
  - 1 terzo posto

#### Summer Grand Prix
- Vincitore della classifica generale nel 2005